# Frithjof Skonnord
Frithjof Skonnord (2 aprile 1887 – 30 settembre 1971) è stato un calciatore norvegese, di ruolo attaccante.

## Carriera

### Club
Skonnord giocò con la maglia del Gjøvik-Lyn.

### Nazionale
Conta una presenza per la Norvegia. Il 12 luglio 1908, infatti, fu in campo nella sconfitta per 11-3 contro la Svezia. È stato il primo calciatore del Gjøvik-Lyn ad essere stato convocato in Nazionale.